# Planchonella umbonata
Planchonella umbonata là một loài thực vật có hoa trong họ Hồng xiêm. Loài này được (P.Royen) A.C.Sm. miêu tả khoa học đầu tiên năm 1981.